# Reef Doctors – Die Inselklinik
Reef Doctors – Die Inselklinik (Originaltitel: Reef Doctors) ist eine australische Dramaserie von Jonathan M. Shiff.
Sie handelt von einer Tropenmedizinerin, die ein kleines Krankenhaus leitet und einem Geheimnis, in dem es um Tropengifte geht, auf die Spur kommt.
Produziert wurde die Serie 2013 von Shiffs Produktionsfirma Jonathan M. Shiff Productions in Zusammenarbeit mit ZDF Enterprises. Die Erstausstrahlung erfolgte in Australien am 9. Juni 2013 auf dem Fernsehsender Network Ten, während die deutschsprachige Erstausstrahlung am 27. Juni 2015 im Nachmittagsprogramm des ZDF erfolgte.

## Handlung
Tropenmedizinerin Dr. Sam Stewart leitet ein Krankenhaus auf der Insel Hope Island, eine vorgelagerte Insel vor dem Festland Australiens. Gemeinsam mit ihrem Ex-Mann ist sie an der Erforschung giftigen Kreaturen der Umgebung. In ihrem Leben spielen außerdem ihr Sohn Jack sowie die Klinikmitarbeiter eine Rolle. Dazugehören der Neuankömmling und Playboy Dr. Rick D’Alessandro, die deutsche Medizin-Studentin Freya Klein, Krankenschwester und Administratorin Olivia Shaw, der Laborant Gus Chochran sowie die Einwohner Toby McGrath und Sonny Farell.
Neben der Klinik geht es in der Serie um dramatische medizinische Notfälle, den Klinikalltag sowie zwischenmenschliche Probleme. Darüber hinaus kommt Sam einem Geheimnis auf die Spur, bei dem es um Tropengifte geht.

## Hintergrund
- Reef Doctors – Die Inselklinik ist für Jonathan M. Shiff die erste Serie, die nicht für Jugendliche produziert wurde.
- Die Serie wurde zwischen dem 28. November 2011 bis April 2012 gedreht. Gedreht wurde in Queensland, rund um das Great Barrier Reef.
- Hauptdarstellerin Lisa McCune war auch Co-Produzentin der Serie.
- Nach zwei ausgestrahlten Episoden wurde die Serie von Network Ten abgesetzt und an Schwestersender Eleven weitergereicht.

## Besetzung und Synchronisation
| Figur                  | Darsteller           | Deutscher Sprecher    |
| ---------------------- | -------------------- | --------------------- |
| Dr. Sam Stewart        | Lisa McCune          | Katrin Decker         |
| Dr. Rick D’Alessandro  | Richard Brancatisano | Christian Stark       |
| Toby McGrath           | Rohan Nichol         | Joachim Kretzer       |
| Freya Klein            | Susan Hoecke         | Susan Hoecke          |
| Gus Cochrane           | Andrew Ryan          | Marios Gavrilis       |
| Olivia Shaw            | Tasneem Roc          | Kristina von Weltzien |
| Sonny Farrell          | Rod Mullinar         | Michael Prelle        |
| Jack Stewart           | Justin Holborow      | Janek Schächter       |
| Nell Saunders          | Chloe Bayliss        | Leonie Landa          |
| Malcolm Reid           | Kristof Piechocki    | Rasmus Borowski       |
| Professor Andrew Walsh | Matt Day             | Martin May            |
| Gillian                | Alexandra Davies     | Freya Trampert        |

## Episodenliste
| Nr. | Deutscher Titel             | Originaltitel    | Erstausstrahlung Australien | Deutschsprachige Erstausstrahlung (D) | Regie       | Drehbuch          |
| --- | --------------------------- | ---------------- | --------------------------- | ------------------------------------- | ----------- | ----------------- |
| 1   | Gegengift                   | Venom Doc        | 9. Juni 2013                | 27. Juni 2015                         | Colin Budds | Jutta Goetze      |
| 2   | Der Steinfisch              | Episode Two      | 21. Juni 2013               | 27. Juni 2015                         | Colin Budds | Fiona Wood        |
| 3   | Die Wege der Krokodile      | Episode Three    | 29. Juni 2013               | 4. Juli 2015                          | Colin Budds | Mia Tolhurst      |
| 4   | Gus und Gympie              | Episode Four     | 6. Juli 2013                | 4. Juli 2015                          | Colin Budds | Sue Hore          |
| 5   | Von Patienten und Schlangen | Episode Five     | 13. Juli 2013               | 11. Juli 2015                         | Colin Budds | John Ridley       |
| 6   | Finanzspritzen              | Episode Six      | 20. Juli 2013               | 11. Juli 2015                         | Colin Budds | Anthony Morris    |
| 7   | Gefährlicher Tauchgang      | Episode Seven    | 27. Juli 2013               | 18. Juli 2015                         | Colin Budds | Deb Parsons       |
| 8   | Die Kegelschnecke           | Episode Eight    | 3. Aug. 2013                | 18. Juli 2015                         | Grant Brown | Elizabeth Coleman |
| 9   | Vermisst                    | Episode Nine     | 10. Aug. 2013               | 25. Juli 2015                         | Grant Brown | Annie Beach       |
| 10  | Abschied von Hamish         | Episode Ten      | 17. Aug. 2013               | 25. Juli 2015                         | Grant Brown | Fiona Wood        |
| 11  | Der verlorene Sohn          | Episode Eleven   | 24. Aug. 2013               | 1. Aug. 2015                          | Grant Brown | Meaghan Rodriguez |
| 12  | Schatzsuche                 | Episode Twelve   | 31. Aug. 2013               | 1. Aug. 2015                          | Grant Brown | Anthony Morris    |
| 13  | Irukanji                    | Episode Thirteen | 7. Sep. 2013                | 8. Aug. 2015                          | Grant Brown | Jutta Goetze      |